# Confianza Pública
Confianza Pública es un partido político de la Argentina reconocido oficialmente el 4 de agosto de 2014. Fue fundado por Graciela Ocaña.

## Historia electoral
Elecciones legislativas de la ciudad de Buenos Aires de 2015:  Confianza Pública ganó dos escaños en la legislatura de la Ciudad de Buenos Aires.
Elecciones a Jefe de Gobierno de la Ciudad de Buenos Aires de 2015: Graciela Ocaña fue precandidata a Jefa de Gobierno por Confianza Pública dentro del Frente Electoral ECO. En junio de 2017 se anunció oficialmente la candidatura de Ocaña como diputada nacional por la Provincia de Buenos Aires. Encabezó la lista acompañada por Héctor “Toty” Flores y Guillermo Montenegro, junto a los candidatos a senadores Esteban Bullrich y Gladys González. 
En 2017 se presentó el partido como parte de la alianza Cambiemos en la provincia de Buenos Aires. En 2018 el periodista Juan Amorín en el sitio El Destape reveló la trama mediante la cual Cambiemos utilizó el nombre de beneficiarios sociales para blanquear dinero en la campaña. Al menos se descubrieron 205 casos de personas que reciben planes sociales o están por debajo de la línea de la pobreza y aparecían financiando la campaña oficialista en la provincia de Buenos Aires. Fueron utilizados al menos 200 titulares de planes Ellas Hacen y Argentina Trabaja, haciéndolos pasar como pequeños aportantes de campaña de Graciela Ocaña, candidata a diputada. Los aportantes al ser llamados confirmaron que ninguno de ellos había hecho tal aporte y su situación económica lejos está de poder asumir un gasto semejante. La mayoría de los “aportantes” resultaron ser personas que se encuentran en una situación de pobreza y vulnerabilidad económica importante y residían en asentamientos o villas. Incluso figuraban como aportantes de decenas miles de pesos personas que vivían en la calle o acudían a comedores comunitarios para poder alimentarse. Finalmente fue denunciada penalmente junto a los senadores macristas Esteban Bullrich y Gladys González y el diputado Héctor Toty Flores por usar más de 200 personas pobres como falsos aportantes a su campaña millonaria de 2017.

## Resultados electorales

### Elecciones presidenciales
|  | 51.34 % |

|  | 40.28 % |

### Elecciones al congreso
| Año  | Votos                       | %                    | Diputados | Senadores | Nota                                                                               |
| ---- | --------------------------- | -------------------- | --------- | --------- | ---------------------------------------------------------------------------------- |
| 2015 | 895.391 (D)                 | 3,84% (D)            | 0/257     | 0/72      | Cambiemos en Ciudad de Buenos Aires                                                |
| 2017 | 982.867 (D)                 | 4,00% (D)            | 1/257     | 0/72      | Vamos Juntos en Ciudad de Buenos Aires                                             |
| 2019 | 1.060.404 (D) 1.076.452 (S) | 4,14% (D) 19,10% (S) | 1/257     | 0/72      | Juntos por el Cambio en Ciudad de Buenos Aires                                     |
| 2021 | 4.417.365 (D)               | 18,99% (D)           | 1/257     | 0/72      | Juntos en Provincia de Buenos Aires Juntos por el Cambio en Ciudad de Buenos Aires |

## Representantes

### Legislatura de la Ciudad Autónoma de Buenos Aires
| Diputado                     | Mandato                 | Mandato                 |
| Diputado                     | Inicio                  | Fin                     |
| ---------------------------- | ----------------------- | ----------------------- |
| Natalia Fidel                | 26 de febrero de 2018   | 10 de diciembre de 2023 |
| Diego García de García Vilas | 10 de diciembre de 2015 | 10 de diciembre de 2023 |
| María Sol Méndez             | 10 de diciembre de 2021 | 10 de diciembre de 2025 |
| Graciela Ocaña               | 10 de diciembre de 2023 | 10 de diciembre de 2027 |
| Sebastián Nagata             | 10 de diciembre de 2023 | 10 de diciembre de 2027 |